# Есторф (Штаде)
Есторф (нім. Estorf) — громада в Німеччині, розташована в землі Нижня Саксонія. Входить до складу району Штаде. Складова частина об'єднання громад Ольдендорф-Гіммельпфортен.
Площа — 29,42 км2. Населення становить 1452 ос. (станом на 31 грудня 2021).

## Галерея

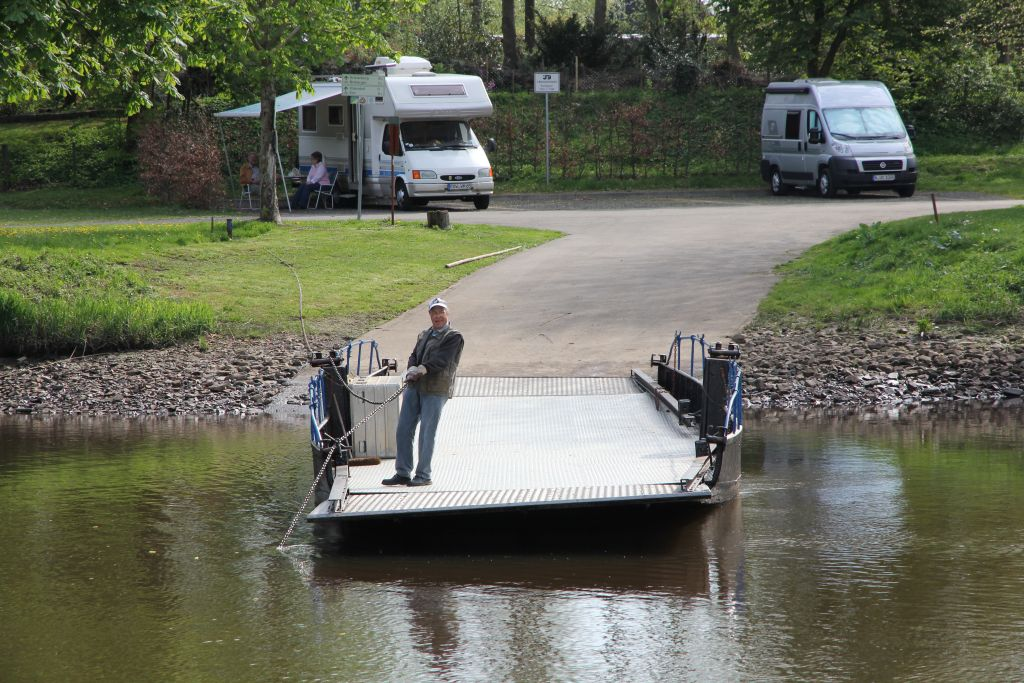